# Fontenelle-Montby
Fontenelle-Montby é uma comuna francesa na região administrativa de Borgonha-Franco-Condado, no departamento de Doubs. Estende-se por uma área de 6,65 km². Em 2010 a comuna tinha 92 habitantes (densidade: 13,8 hab./km²).